# The Horse's Mouth
The Horse's Mouth (en català, La boca del cavall) és una pel·lícula britànica de comèdia del 1958 dirigida per Ronald Neame i filmada en Technicolor. Alec Guinness va escriure el guió a partir de la novel·la homònima (1944) de Joyce Cary, i també va interpretar el paper protagonista.

## Sinopsi
Narra la vida de Gulley Jimson, un excèntric pintor londinenc, amb reputació de geni, representant de la vida bohèmia, que viu només per a ell i per al seu art, centrat en fer noves obres, cada vegada de majors dimensions, i amb continus sobresalts pels qui viuen prop d'ell. En suma, és la història d'una persona que viu per i per al seu art, sense donar res d'importància a tot l'aliè a ell.

## Repartiment
| Actor             | Paper              |
| ----------------- | ------------------ |
| Alec Guinness     | Gulley Jimson      |
| Kay Walsh         | Miss D. Coker      |
| Renée Houston     | Sara Monday        |
| Mike Morgan       | Nosey              |
| Robert Coote      | Sir William Beeder |
| Arthur Macrae     | A.W. Alabaster     |
| Veronica Turleigh | Lady Beeder        |
| Michael Gough     | Abel               |
| Reginald Beckwith | Capt. Jones        |
| Ernest Thesiger   | Hickson            |
| Gillian Vaughan   | Lollie             |

## Producció
La pel·lícula fou nominada a un Oscar al millor guió proposat per l'actor Alec Guinness. El guió de Guinness segueix generalment el llibre en què es basava, però Guinness es va centrar en el personatge de Jimson i el que significa ser artista, en lloc dels temes socials i polítics que el llibre explorava. També es desvia del final del llibre, on Jimson patia un ictus i ja no era capaç de pintar.
Les pintures expressionistes "Jimson" que apareixien a la pel·lícula eren realment obra de John Bratby, un membre dels artistes realistes provincials anglesos coneguts com l'escola Kitchen Sink. Per preparar-se per a la pel·lícula, Guinness va observar a Bratby en el seu estudi casolà.
Mike Morgan va emmalaltir de meningitis poc abans de finalitzar la filmació i va morir abans de la seva finalització. Com a resultat, un altre actor va doblar moltes de les línies de Morgan.
Neame va visitar Joyce Cary mentre s'estava morint de càncer d'ossos. Cary va demanar que el seu fill Tristram fos contractat per escriure la partitura de la pel·lícula. Tristram havia fet anteriorment per Guinness El quintet de la mort. Així doncs, Neame va acceptar feliçment la sol·licitud. Neame va comunicar a Tristram que tenia en ment per a la pel·lícula "una cosa descarada i coixa" com el Tinent Kijé de Sergei Prokofiev. Kenneth V. Jones va fer els arranjaments actuals de Prokofiev per la pel·lícula.

## Resposta crítica
La pel·lícula va rebre crítiques crítiques al Regne Unit després de la seva Royal Command Performance. La pel·lícula ha estat caracteritzada com "una de les millors pel·lícules de pintors". Scott Weinberg de l'"Apollo Guide" descriu l'actuació de Guinness com "un estudi de personatge diabòlicament divertit" que va des de "lleugerament desgranat" fins a "tràgicament esgotat" i també elogia la direcció de Ronald Neame. Henry Goodman ha escrit sobre la idea de l'artista com a destructor en referència a aquesta pel·lícula.

## Premis
Alec Guinness va guanyar la Copa Volpi a la 19a Mostra Internacional de Cinema de Venècia.